# Zizers
Zizers (rätoromanisch Zezrasⓘ bzw. Zirⓘ) ist eine politische Gemeinde im Schweizer Kanton Graubünden. Sie gehört zur Region Landquart.

## Geographie

Historisches Luftbild aus 400 m von Walter Mittelholzer von 1923

Das Strassendorf Zizers liegt in einer flachen Hanglage umgeben von Bergen und Weinbaugebiet 10 km nördlich der Kantonshauptstadt Chur im Bündner Rheintal (auch Churer Rheintal genannt). Auf der rechten Rheinseite erstreckt sich das Territorium vom Fluss über den von den Wildbächen Schlundrüfi und Chessirüfi zerfurchten Hang bis an den Grat, welcher die Wasserscheide zum Tal von Valzeina bildet. Dort wird ganz im Südosten am Cyprianspitz mit 1774 m die grösste Höhe erreicht. Das früher ebenfalls zu Zizers gehörende Gebiet links des Rheins bildet seit 1854 die eigenständige Gemeinde Mastrils und wurde 2012 mit Igis zur Gemeinde Landquart vereinigt.
Im Jahr 1997 wurden 41,5 % der Gemeindefläche landwirtschaftlich genutzt, der Wald nahm 38,5 % ein, die Siedlungen 12,1 %. Als unproduktiv galten 7,8 %.
Zizers grenzt an die Gemeinden Landquart, Grüsch, Trimmis, Untervaz und Maienfeld.

## Geschichte
Das an der Hauptverkehrsroute der Deutschen Strasse, der Verbindung vom Bodenseeraum nach Chur und weiter zu den Bündner Alpenpässen, gelegene Dorf erscheint urkundlich 824 als Zizuris. Funde aus der Bronze- und Römerzeit lassen einen wesentlich älteren Siedlungsursprung vermuten. Unklar ist die Herkunft des Ortsnamens, den manche Forscher auf den römischen Dichter Zizerus oder eine Göttin Ziza zurückführen wollen. 955 schenkte Otto der Grosse den Königshof zu Zizers samt der zugehörigen Kirche dem Bistum Chur, wo er seinen Günstling Hartpert als Bischof eingesetzt hatte. Dieser Königshof wurde 2010 zufällig bei Grabungsarbeiten entdeckt und wird seitdem rekonstruiert.
Die Wirtschaft des mit Marktrecht begabten, kleinstädtisch anmutenden Dorfes ruhte auf mehreren Säulen: Neben der Landwirtschaft (Wein-, Obst- und Ackerbau) sind seit dem Mittelalter diverse Handwerkszweige belegt. Im Umkreis der Sust florierten Handel und Gastgewerbe. 1519 konstituierte sich aus den bischöflichen Herrschaften Friedau und Alt-Aspermont das Hochgericht Vier Dörfer des Gotteshausbundes mit Zizers als Hauptort (3/7 der Stimmrechte). 1649 wurden die letzten bischöflichen Rechte abgelöst und somit die volle Souveränität innerhalb der Drei Bünde erreicht. Seit dem 17. Jahrhundert sind in der Gemeinde beide Konfessionen vertreten.

## Wappen
| Wappen von Zizers | Blasonierung: «In Silber (Weiss) ein aufrechtschreitender, rot gezungt und so geziert, schwarzer Steinbock, einen gestürzten schwarzen Schlüssel tragend»                |
| Wappen von Zizers | Bereits das 1527 verwendete Gemeindesiegel zeigte das Wappentier des Gotteshausbundes. Der Schlüssel, das Attribut des Kirchenpatrons Petrus, dient zur Differenzierung. |

## Bevölkerung
| Bevölkerungsentwicklung | Bevölkerungsentwicklung | Bevölkerungsentwicklung | Bevölkerungsentwicklung | Bevölkerungsentwicklung | Bevölkerungsentwicklung | Bevölkerungsentwicklung | Bevölkerungsentwicklung | Bevölkerungsentwicklung | Bevölkerungsentwicklung |
| ----------------------- | ----------------------- | ----------------------- | ----------------------- | ----------------------- | ----------------------- | ----------------------- | ----------------------- | ----------------------- | ----------------------- |
| Jahr                    | 1850                    | 1900                    | 1950                    | 1980                    | 2000                    | 2005                    | 2010                    | 2019                    | 2020                    |
| Einwohnerzahl           | 925                     | 1107                    | 1281                    | 2425                    | 2983                    | 3064                    | 3201                    | 3490                    | 3520                    |

## Wirtschaft

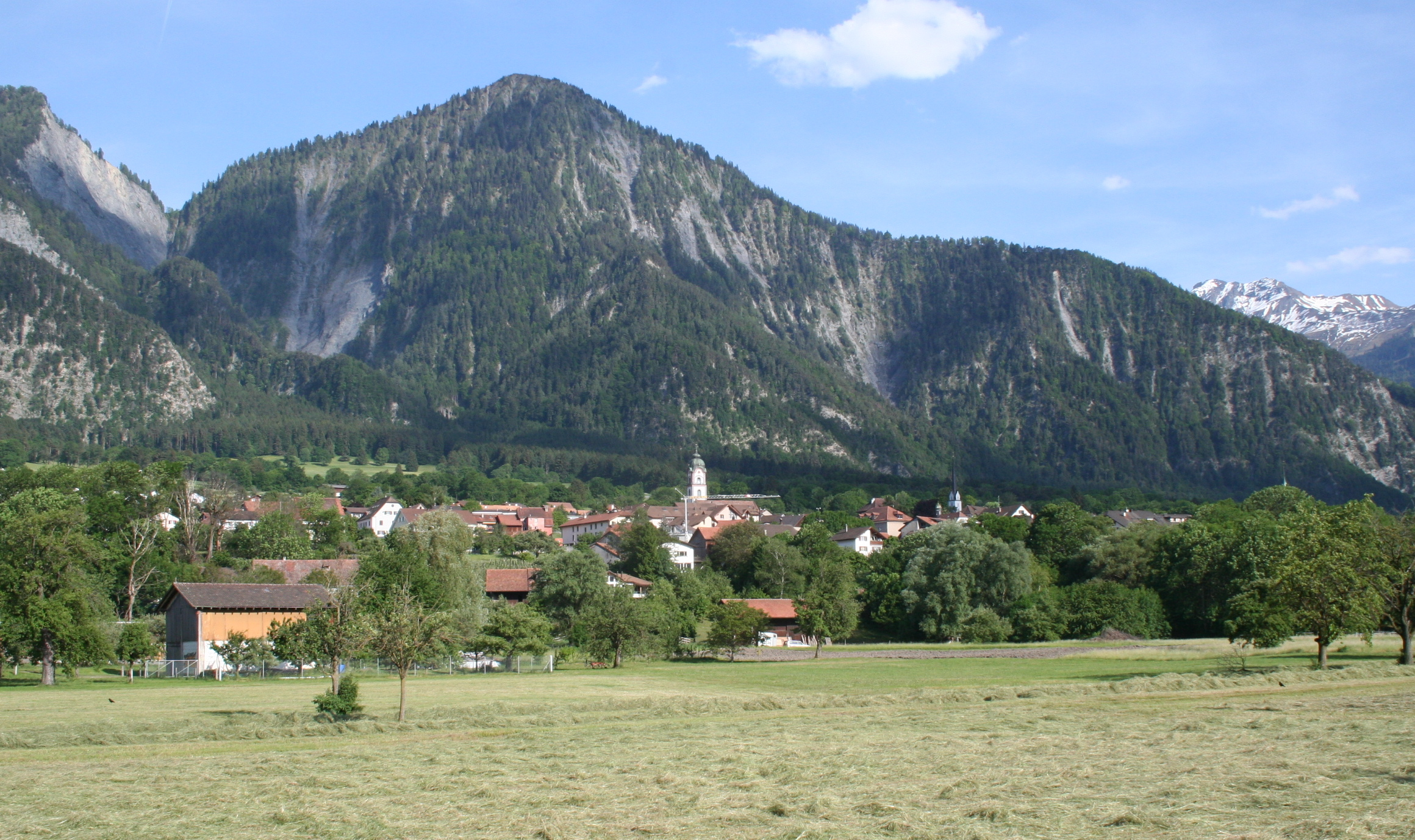
Ansicht von Süden

Auch wenn die Landwirtschaft ihre überragende Bedeutung verloren hat, prägen Obst- und Weingärten das Ortsbild. Zizers, bekannt für seinen Blauburgunder, liegt in einem klassischen Föhntal in Nord-Süd-Ausrichtung auf ca. 600 m Höhe und zählt dadurch zu den wärmsten Deutschschweizer Weinbaugebieten. Im Übrigen dominiert mittelständisches Gewerbe. Gemeinsam mit der Nachbargemeinde Landquart wird die verkehrsgünstig an Bahnlinie und Autobahn gelegene Industriezone Tardisland erschlossen und vermarktet. In der Land- und Forstwirtschaft waren 74 Personen beschäftigt, im gewerblichen Bereich 144 und im Dienstleistungssektor 447 (Stand 2000–01).

### Verkehr

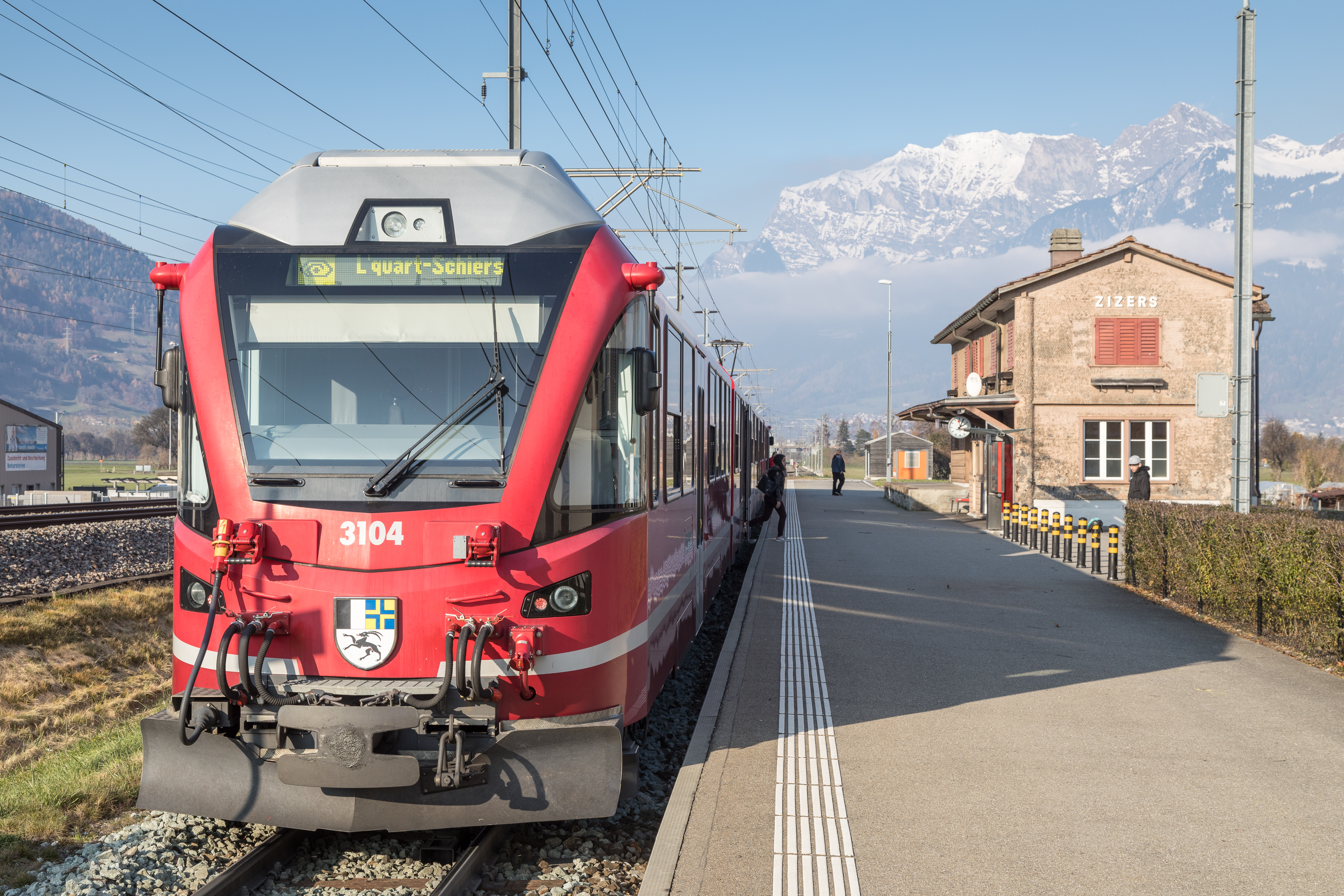
Bahnhof Zizers

Die Gemeinde besitzt eine Bahnstation an der halbstündlich bedienten Linie Chur–Landquart der Rhätischen Bahn. Ausserdem verkehrt eine Postautolinie vom Bahnhof Landquart nach Zizers. Durch die Lage an der Autobahn A13 ist die Kantonshauptstadt in zehnminütiger Fahrt zu erreichen, Zürich, Sankt Gallen und Davos mit ca. einer Stunde Fahrzeit.

### Tourismus
In der Gemeinde Zizers gibt es ein Hallenbad, eine Indooranlage mit Tennis, Sauna, Squash und Billard sowie eine Beachvolleyball-Anlage mit zwei Feldern. Zusammen mit der Einbindung in ein grosses Netz von Wander- und Radwegen in abwechslungsreicher Landschaft – vom Rheinufer mit seinen Auenwäldern bis zu den Wiesen und Obstbäumen am Hang – ist Zizers ein Teil der Tourismusregion Graubünden.

### Bildung
In Zizers domiziliert ist die Höhere Fachschule für Sozialpädagogik der Stiftung Gott hilft.

## Sehenswürdigkeiten

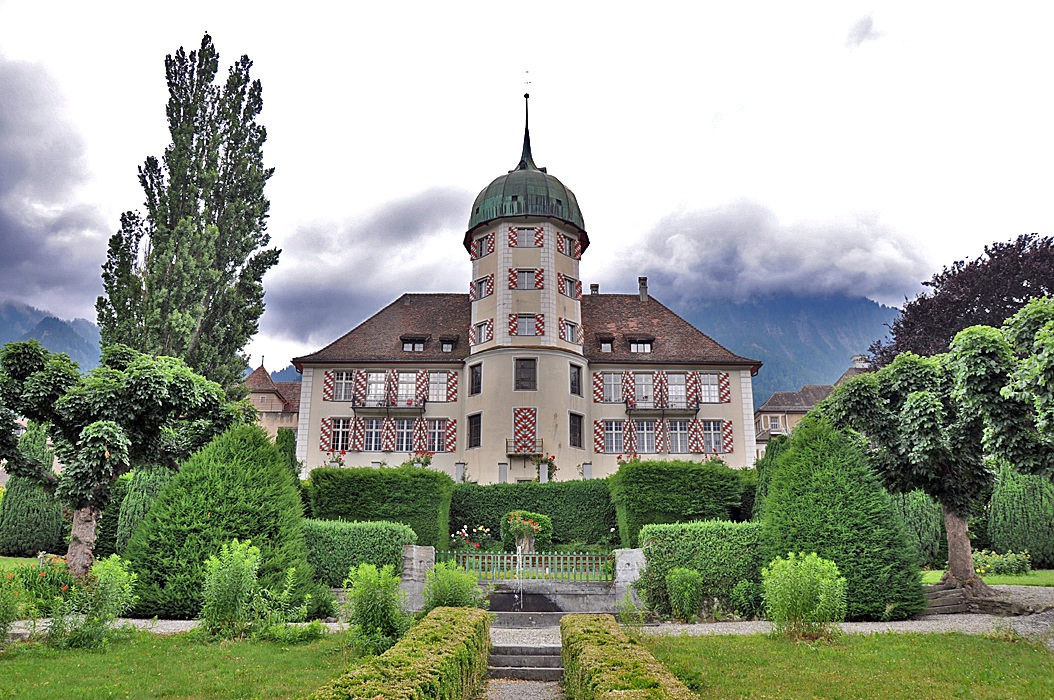
Unteres Schloss (ehemaliges St. Johannesstift)

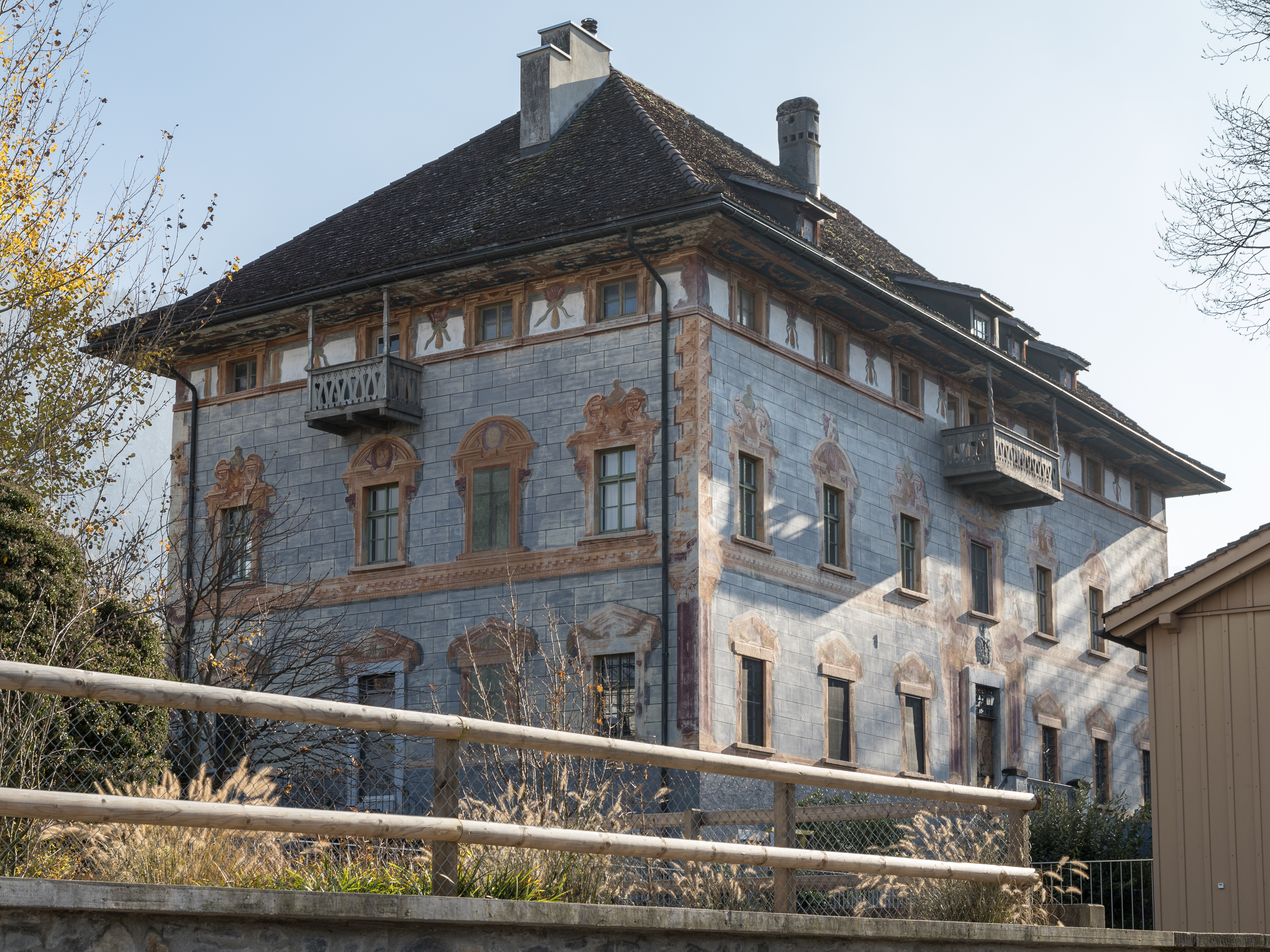
Oberes Schloss

Nach mehreren grossen Dorfbränden (zuletzt 1767 und 1897) beherrschen moderne Bauten das Bild der Hauptstrasse. Es gibt jedoch eine Reihe hervorragender Einzelobjekte:
- Die katholische Pfarrkirche St. Peter und Paul wurde im 15. Jahrhundert an Stelle einer romanischen Vorgängerin erbaut und 1767 nach Brandschaden im Barockstil neu ausgestattet[5].
- Im oberen Dorfteil liegt die reformierte Kirche, die als St. Andreas im Jahr 1340 erwähnt, 1644 der reformierten Gemeinde übergeben und 1711 erweitert wurde.
- Wahrzeichen von Zizers ist der Kuppelturm des Unteren Schlosses[6]. Der ältere Teil wurde um 1620 von Rudolf Andreas von Salis erbaut, das eigentliche «Untere Schloss» 1670–87 nach französischem Muster für Marschall Rudolf von Salis (1619–1690), einem Mitglied der Linie Salis-Zizers. Von 1899 bis 2015 beherbergte das Schloss ein Altersheim, das St. Johannes Stift. Die Innenräume sind für die Öffentlichkeit nicht zugänglich, heute im Privatbesitz. Ab 2020 wurde das Schloss Salis in Schloss Zizers umgetauft und vom Bistum Chur an Private verkauft. Im Stift verbrachte Zita, die letzte Kaiserin von Österreich und Königin von Ungarn, von 1962 bis zu ihrem Tod am 14. März 1989, die letzten Jahre ihres siebzigjährigen Exils.
- Oberes Schloss[7], erbaut 1680 für Freiherrn Simon von Salis. Es wurde um 1725 und 1790–1800 neu ausgestattet. Die Fassade weist illusionistische Architekturmalerei auf.
- Unweit des Bahnhofs erhebt sich die Ruine der im 13. Jahrhundert als bischöfliches Herrschaftszentrum errichteten Burg Friedau. 1649 von den Vier Dörfern erworben, diente der viergeschossige Turm zeitweise als Gefängnis. Beim Dorfbrand 1897 wurde er beschädigt und war lange eine Ruine. Im Jahre 2016 wurde die Ruine mit Hilfe der Stiftung Pro Castellis gesichert und nachfolgend ein Kulturraum eingerichtet.

## Persönlichkeiten
- Bartholomäus Anhorn der Ältere (1566–1642), evangelisch-reformierter Pfarrer und Historiker in Graubünden und Appenzell, in Zizers 1612–1614
- Rudolf von Salis-Zizers (1779–1840), Feldmarschalleutnant in österreichischen Diensten
- Leonz Held (1844–1925), in Zizers geborener Topograf, Kartograf, Geodät und Offizier
- Zita von Bourbon-Parma (1892–1989), als Gemahlin Kaiser Karls I. von 1916 bis 1918 letzte Kaiserin von Österreich und Königin von Ungarn, lebte von 1962 bis zu ihrem Tod am 14. März 1989 in Zizers